# Соаве
Соаве (итал. Soave) — коммуна в Италии, располагается в провинции Верона области Венеция.
Население составляет 6800 человек (на 2004 г.), плотность населения составляет 293 чел./км². Занимает площадь 22,67 км². Почтовый индекс — 37038. Телефонный код — 045.
Покровителем коммуны почитается святой Лаврентий. День города ежегодно празднуется 10 августа.

## Города-побратимы
- Кле-Суйи, Франция
- Кельхайм, Германия